# Зуев, Владимир Владимирович
Владимир Владимирович Зу́ев (род. 22 апреля 1956) — российский геофизик, специалист в области лазерного зондирования, физики атмосферы и климатологии. Доктор физико-математических наук, профессор, член-корреспондент РАН (1997). Лауреат Государственной Премии РСФСР в области науки и техники (1989). Сын академика В. Е. Зуева.

## Биография
Родился в городе Томске 22 апреля 1956 года.
В 1978 году окончил Томский государственный университет (ТГУ), физический факультет, получив специальность «физика».
С 1978 по 2009 годы работал в Институте оптики атмосферы (ИОА) СО РАН, где в 1988 году создал и возглавил лабораторию дистанционной спектроскопии атмосферы.
В 1986 году защитил кандидатскую диссертацию в Диссертационном совете ТГУ по теме «Лазерное зондирование влажности атмосферы методом дифференциального поглощения» по специальности «оптика».
В 1992 году защитил докторскую диссертацию в Диссертационном совете Института общей физики им. А.М. Прохорова РАН на тему «Комплексное лазерное зондирование озона, аэрозоля и компонент озонного цикла атмосферы» по специальностям «лазерная физика» и «оптика».
В 1997 году избран членом-корреспондентом РАН по специальностям «география, экология и физика атмосферы».
В 1997 году присвоено звание профессора по специальности «оптика».
С 2009 года работает в Институте мониторинга климатических и экологических систем СО РАН, где заведует лабораторией физики средней атмосферы.

## Научная деятельность
В.В. Зуев – специалист в области физики атмосферы и климатологии. Под его руководством и при непосредственном участии создана многоканальная «Сибирская лидарная станция», включенная в 1991 году в официальный «Перечень уникальных экспериментальных установок РФ», на которой более 35 лет проводятся регулярные комплексные наблюдения стратосферы над Томском. В.В. Зуев предложил механизм транспорта газовых выбросов антарктического вулкана Эребус на стратосферные высоты и их последующего участия в формировании озоновой дыры. На основе лидарных наблюдений показал усиление циркуляции Брюера-Добсона, происходящее после крупных извержений тропических вулканов. Установил связь между озоновыми аномалиями в Арктике и плинианскими извержениями тропических вулканов. Впервые показал, что шлейфы пирокумулятивных облаков в период лесных пожаров в Северной Америке, зарегистрированные в стратосфере над Томском, сопоставимы со шлейфами вулканических извержений с индексом вулканической взрывчатости VEI=3.
Является членом редакционного совета журналов «Известия РАН. Физика атмосферы и океана» и «Журнала Сибирского федерального университета».

## Подготовка кадров высшей квалификации
Подготовил 19 кандидатов наук. Среди его учеников 3 доктора наук.

## Публикации
Автор более 700 научных работ, в том числе 20 монографий и 11 авторских свидетельств и патентов.

## Награды и премии
За успешную работу Владимир Владимирович неоднократно награждался почётными грамотами РАН, СО РАН и Администрации Томской области.
- В 2005 г. Федерацией авиации и космонавтики РФ Зуев В. В. награждён медалью им. К. Э. Циолковского.
- Лауреат Государственной Премии РСФСР в области науки и техники (1989).
- Лауреат премии Томской области в сфере образования и науки (1998).
- Лауреат премии им. академика В. А. Коптюга (2008).
- Благодарность Президента Российской Федерации (5 февраля 2024 года) — за заслуги в развитии отечественной науки, многолетнюю плодотворную деятельность и в связи с 300-летием со дня основания Российской академии наук[1].